# Буддизм в Туркменистане
Буддизм в Туркменистане — религия меньшинства, её исповедует 0,1 % населения этой страны.

## История
История буддизма в Туркменистане тесно связана с распространению буддизма по Шелковому пути в течение первого тысячелетия нашей эры. После того как последователи буддизма были изгнаны из Парфянского царства во II и III веках и нашли поддержку в Центральной Азии, где буддизм получил широкое распространение.
Наибольшего рассвета на территории современном Туркменистане буддизм достиг в эпоху Сасанидов. Основным центром буддизма был город Мерв в котором существовала большая буддийская община. Там был построен буддийский храм с огромной глиняной статуей Будды. После арабского завоевания Средней Азии в VII веке большая часть местного населения приняла ислам. Однако буддизм сохранился благодаря переселению торговцев из Китая и северного Индостана.

## Современное положение
В наше время буддизм в Туркменистане исповедует 5097 человек, что составляет 0,1 % населения страны, при том, что 90 % населения исповедует ислам суннитского толка. Нет данных о преследовании буддистов в Туркменистане на религиозной почве. Согласно статье 28 Конституции Туркменистана, граждане Туркменистана имеют право на свободу убеждений и их свободное выражение, а также на получение информации, если она не является государственной и иной охраняемой законом тайной. Государство гарантирует свободу религий и вероисповеданий, их равенство перед законом. Основной закон страны гласит, что каждый человек самостоятельно определяет своё отношение к религии. Правительство заявляет, что Туркменистан является страной веротерпимости и межрелигиозного согласия, и что республике гармонично сосуществуют три основные религии: ислам, христианство и буддизм.